# Daniela Pobega
Daniela Pobega es una cantante y actriz italiana. En España es conocida por haber dado vida a la primera Nala española en el musical El Rey León, producido por Stage Entertainment España en colaboración con Disney Theatricals, y por la participación en La Voz (Antena 3) en 2020, formando parte del equipo de Pablo López. 
La gran sorpresa fue que Daniela encontró, después de muchos años, su primer Simba, el mexicano Carlos Rivera, que hacía de co-coach a Laura Pausini. Así que se les pidieron que canten a dúo la canción de Nala y Simba, “Siento un nuevo amor en mi”, acompañados al piano por Pablo López.

## Biografía
Nació en Salvador (Bahía, Brasil) pero fue adoptada con 7 meses por una familia italiana residente en Muggia, en la provincia de Trieste. Y es en Trieste donde Daniela descubre su amor por el teatro, en la época de la Universidad, asistiendo a diferentes musicales al Teatro Il Rossetti. A partir de ahí decide seguir su carrera en los musicales.

## Carrera
Debutó en el teatro Rossetti en "Sueño de una noche de verano", en Trieste, dirigida por Antonio Calenda. En el teatro musical comienza su carrera con uno de los musicales italianos más importantes, “Pinocchio, el grande musical” de la Compagnia della Rancia, dirigido por Saverio Marconi, con la música de los Pooh, en el papel de Hada Azul. 
Continúa con “La tienda de los horrores”, de Alan Menken y Howard Ashman, dirigida por Federico Bellone en el papel de Chiffon y “Jesucristo Superstar”, dirigida por Fabrizio Angelini. Vuelve al elenco de “Pinocho”, de gira por Seoul y Nueva York, antes de realizar su sueño de trabajar con Stage Italia, en “Flashdance”, en el papel de Keisha. 
En 2011 se traslada a España y da vida a la primera Nala española, en el elenco Original del musical Disney "El Rey León", para Stage España, en el Teatro Lope de Vega de Madrid, durante 4 temporadas consecutivas.
De vuelta en Italia, interpreta el papel de Sarah en "Ragtime" en el Teatro Comunale de Bologna, dirigida por Gianni Marras, el de Elizabeth, cantante principal en "Dirty Dancing, the Classic Story on Stage", dirigida por Federico Bellone (también en la Arena de Verona) y Tigrilla en “Peter Pan”, dirigida por Maurizio Colombi, en el Teatro Linear Ciak de Milán. 
Gracias al papel de Elizabeth en “Dirty Dancing”, interpretará el mismo papel para la gira internacional y británica producida por Paul Elliott, con una importante parada en el West End, en el Phoenix Theatre de Londres. En el Teatro Nuovo de Milán, es Jane, protagonista femenina de “A Bronx Tale” dirigida por Claudio Insegno.

## Series
Volevo fare la rockstar - Rai 2, en el papel de Aisha.

## Discografía
El Rey León, el musical que conmueve el mundo - (Disney, 2011)

## DVD
Pinocchio, il grande musical - (Hobby & Work, 2004)

## Teatro
| Año       | Título                                      | Personaje    | Producción                         |
| --------- | ------------------------------------------- | ------------ | ---------------------------------- |
| 2004      | Sueño de una noche de verano                | Hada         | Il Rossetti en Trieste             |
| 2004-2006 | Pinocchio, il grande musical                | Hada Madrina | Compagnia della Rancia             |
| 2006-2008 | Jesucristo Superstar                        |              | Compagnia della Rancia             |
| 2010      | Flashdance                                  | Keisha       | Stage Italia                       |
| 2011-2014 | El Rey León                                 | Nala         | Stage España                       |
| 2014      | Ragtime                                     | Sarah        | Teatro Comunale de Bolonia         |
| 2015      | Dirty Dancing, the classical story on stage | Elizabeth    | Wizard Productions                 |
| 2016      | Peter Pan                                   | Tigrilla     | LinearCiak de Milán                |
| 2016-2017 | Dirty Dancing, the classical story on stage | Elizabeth    | Gira UK y Phoenix Theatre, Londres |
| 2019      | A Bronx Tale                                | Jane         | Teatro Nuovo de Milán              |

## Conciertos
| Año  | Título                    | Lugar                                               |
| ---- | ------------------------- | --------------------------------------------------- |
| 2010 | Musical Start Ts          | Teatro Il Rossetti y Castello di San Giusto, Italia |
| 2014 | Human Again               | Sala 2. Nuevo Teatro Alcalá (Madrid)                |
| 2015 | Carmen Cubana             | Medusa Concert, Lithuania                           |
| 2018 | Trieste Loves Jazz        | Trieste, Italia                                     |
| 2018 | La vera storia del Natale | Teatro Orazio Bobbio, Trieste                       |
| 2019 | Le donne del jazz         | Grado, Italia                                       |